# New Jersey Transit

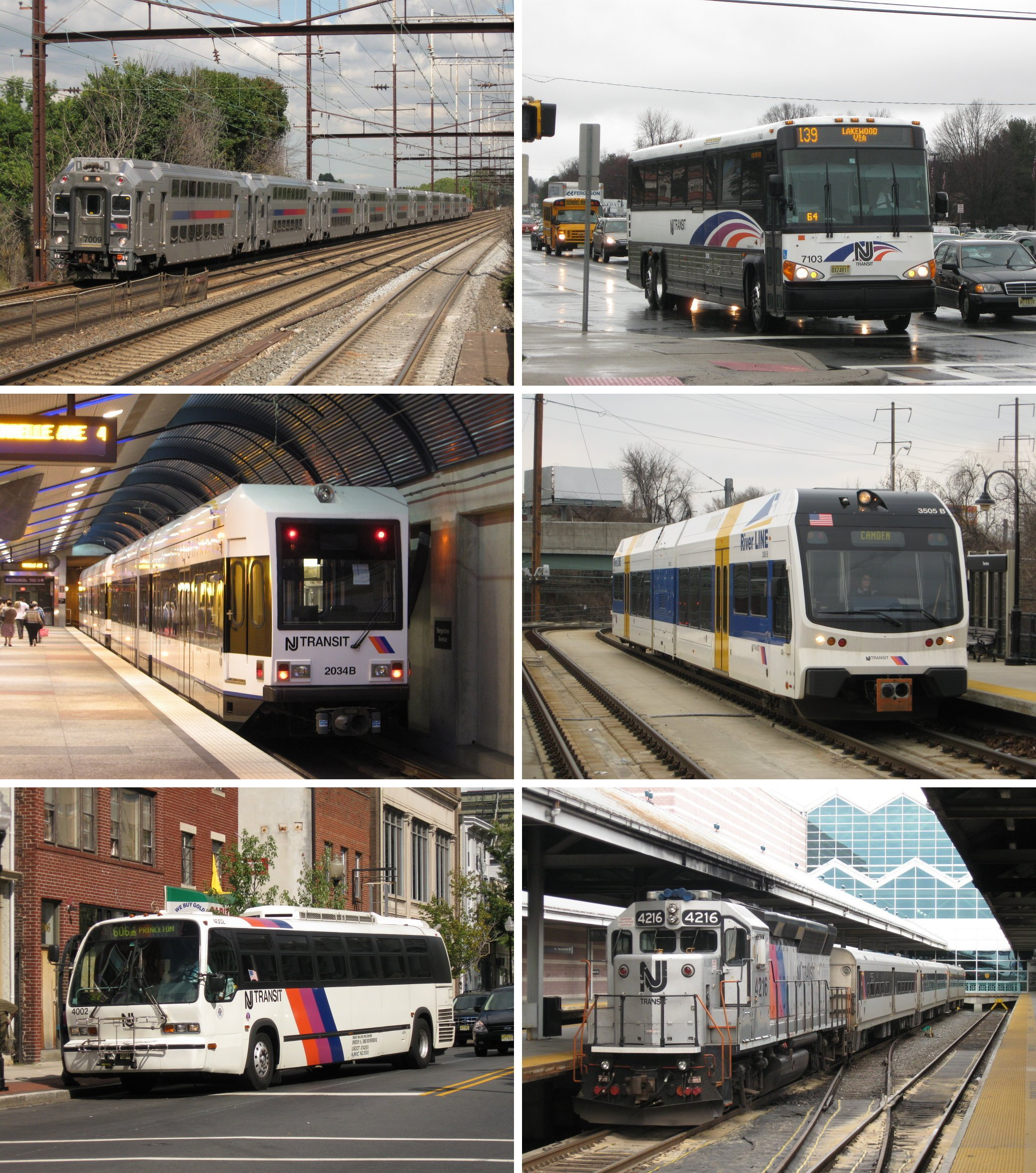
Barras-ônibus, trens, e bondes do New Jersey Transit.

A New Jersey Transit Corporation (mais conhecida como New Jersey Transit ou NJ Transit) consiste em um sistema de transporte público que serve todo o estado de Nova Jérsei, nos Estados Unidos, além dos condados de Orange, Rockland e Nova Iorque, no estado de Nova Iorque.
A empresa opera serviços de ônibus, light rail e trens urbanos em todo o estado